# Irish League 1902/1903
Třináctý ročník Irish League (1. irské fotbalové ligy) se konal za účasti osmy klubů. Titul získal již počtvrté klubové historii Lisburn Distillery FC.